# Louise Bos
Louise Bos (19 juli 1999) is een Nederlands voetbalspeelster.
Als jeugdspeelster speelde Bos bij ZOB en Telstar. Sinds 2017 speelt zij voor vv Alkmaar in de Nederlandse Eredivisie.
Seizoen 2020/21 raakt ze in februari geblesseerd aan haar knie, waardoor ze weinig aan spelen toekomt. Wel verlengt vv Alkmaar haar contract voor seizoen 2021/22. 

## Statistieken
| Seizoen | Club       | Land      | Competitie | Wedstrijden | Doelpunten |
| ------- | ---------- | --------- | ---------- | ----------- | ---------- |
| 2017/18 | VV Alkmaar | Nederland | Eredivisie | 8           | 0          |
| 2018/19 | VV Alkmaar | Nederland | Eredivisie | 23          | 3          |
| 2019/20 | VV Alkmaar | Nederland | Eredivisie | 12          | 3          |
| 2020/21 | VV Alkmaar | Nederland | Eredivisie | –           | –          |
| Totaal  | Totaal     | Totaal    | Totaal     | 43          | 6          |

Laatste update: augustus 2020